# Суворов, Станислав Станиславович
Станислав Станиславович Суворов (род. 15 августа 1963, Михайловка, Курская область) — генеральный директор МИТ с 2021 года. Генерал-лейтенант. Доктор физико-математических наук, профессор.

## Биография
- 1985 год — с отличием и золотой медалью окончил Военный инженерный Краснознаменный институт имени Можайского.
  - обучался в очной адъюнктуре,
  - являлся докторантом очной докторантуры.
- Имеет учёную степень доктора физико-математических наук.
- 2009—2014 года — начальник Военно-космической академии имени Можайского.

Указом Президента Российской Федерации 21 февраля 2015 года генерал-майору Суворову Станиславу Станиславовичу присвоено воинское звание генерал-лейтенант.
- 22 октября 2019 года — Генеральный директор Акционерного общества «Корпорация „Стратегические пункты управления“».
- 8 декабря 2020 года — Генеральный директор МИТ[1].
  - Данное предприятие занимается разработкой межконтинентальных баллистических ракет «Ярс», «Булава».

## Награды
За время службы награждён Орденом Почёта и 8 медалями.

## Личная жизнь
Женат. Воспитывает двух дочерей.